# 横路乡 (武宁县)
横路乡，是中华人民共和国江西省九江市武宁县下辖的一个乡镇级行政单位。

## 行政区划
横路乡下辖以下地区：
横路村、南坑村、港北村、株林村、花园村、泥山村、新溪村、白杨村、上富村、儒庄村和金盆村。